# Antoine Peillon
Pour les articles homonymes, voir Peillon (homonymie).
Antoine Peillon, né le 14 mars 1959, est un journaliste et essayiste français, grand reporter à La Croix.

## Biographie
Après des études de philosophie et d'histoire-géographie à la Sorbonne, Antoine Peillon a travaillé pour divers journaux et magazines, dont Le Monde, La Tribune de l'Expansion, Le Figaro, InfoMatin, Le Point, L'Express, VSD, La Vie, Grands Reportages, Terre sauvage. Il a enquêté, entre autres, sur les réseaux néo-nazis mondiaux et sur l'extrême droite européenne, sur le terrorisme, ainsi que sur les affaires politico-financières (affaire Carignon en 1994…). Son livre Ces 600 milliards qui manquent à la France. Enquête au cœur de l’évasion fiscale (Le Seuil, mars 2012 ; prix Éthique Anticor 2012 pour l'investigation ; édition en Points Seuil, novembre 2012) a contribué à déclencher enquêtes judiciaires et parlementaires toujours en cours (affaires UBS, Cahuzac, Wildenstein, HSBC…).
Il est le frère ainé de Vincent Peillon (1960-), ministre de l'Éducation dans les gouvernements Ayrault 1 et Ayrault 2 (2012 à 2014).
Il a réalisé (octobre 2012 - juin 2013) trois documentaires sur l’évasion fiscale, avec Patrick Benquet (Nilaya Productions), qui ont été diffusés par France 5 à la rentrée 2013, puis par la Chaîne parlementaire Public-Sénat en avril et mai 2014.
Il apporte son soutien à Vikash Dhorasoo lors des élections municipales de 2020 à Paris et figure en sixième position sur les listes soutenues par la France insoumise dans le 5e arrondissement,. À l'issue du premier tour la liste obtient 3,01 % et ne parvient pas à se qualifier pour le second tour.
En 2022, il est le candidat de la NUPES aux élections législatives dans la première circonscription de la Côte-d'Or. Avec près de 42 % des suffrages exprimés au second tour, il est battu par Didier Martin (Ensemble).

## Publications
- John Toland, Pantheisticon Ou Formule Pour Célébrer La Société Socratique Des Panthéistes, Le Bord de l’eau et La Luminade, 2006
- Céline, un antisémite exceptionnel, Le Bord de l’eau, 2011
- L’Esprit du cerf. La forêt au cœur de la civilisation occidentale, Le Bord de l’eau, 2011
- Ces 600 milliards qui manquent à la France. Enquête au cœur de l’évasion fiscale, Seuil, 2012[8],[9]
- Corruption. Nous sommes tous responsables, Seuil, 2014[10]
- Résistance, Paris, Seuil, 2016, 320 p. (ISBN 978-2-02-128864-3, BNF 45009467)[11]
- Voter, c'est abdiquer : ranimons la démocratie !, Paris, Don Quichotte, 2017, 192 p. (ISBN 978-2-35949-611-6, BNF 45240121)[12]
- Cœur de boxeur : Le vrai combat de Christophe Dettinger, éditions Les Liens qui libèrent, 8 mai 2019, 192 p. (ISBN 979-1020907295)[13],[14].

### Préfaces
- Didier Maïsto, Passager clandestin, Vauvert, Au diable vauvert, 2020, 304 p.  (ISBN 979-10-307-0333-7), (BNF 46584828)